# Sonata in trio

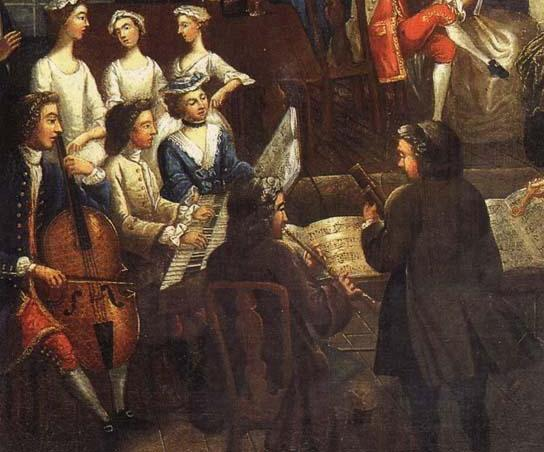
Musicisti che eseguono una sonata a tre (anonimo, XVIII sec.).

La sonata in trio o sonata a tre o sonata à tre è una forma musicale fra le più importanti della musica da camera del periodo barocco (XVII secolo e prima metà del XVIII secolo).
Il genere nasce in Italia all'alba del Seicento, nell'area lombardo-veneta. I primi esempi ascrivibili a questo genere sono i trii di Adriano Banchieri (1601), Lodovico Bellanda (1607) e Biagio Marini (1617), che poi si diffuse nel resto della penisola e raggiunse l'apice nella scuola romana, con le quattro pubblicazioni (op. 1-4) di Arcangelo Corelli, che influenzerà notevolmente la produzione del resto d'Europa.

## Origine del nome
La scrittura di una sonata in trio è per due strumenti melodici e basso continuo; in totale ci sono quindi tre parti, da cui il nome. Tuttavia, poiché il basso continuo viene solitamente eseguito da più strumenti (ad esempio, oltre al clavicembalo o altro strumento a tastiera imprescindibile in quanto realizzatore del basso continuo, si aggiungono uno o più altri strumenti da basso di rinforzo come il violoncello, la viola da gamba o il fagotto; a volte si aggiunge anche un liuto o una tiorba, ottenendo in questo caso una doppia realizzazione dell'armonia), le sonate in trio sono eseguite il più delle volte con almeno quattro strumenti.
Gli strumenti melodici sono spesso due violini (organico tipico delle sonate in trio di Arcangelo Corelli), ma anche flauti traversi e dolci o oboi: un esempio fra i tanti, la sonata in trio contenuta nell'Offerta musicale di Johann Sebastian Bach è scritta per violino e flauto traverso. Alle volte una sonata in trio è eseguita da un solo strumento solista e da un clavicembalo: in questo caso sulla tastiera sono eseguite sia una delle due parti melodiche, di norma la seconda, sia la parte del basso (in questo caso per la parte del clavicembalo si usa spesso l'espressione clavicembalo obbligato); a questa tipologia appartengono, ad esempio, le sei sonate per violino e cembalo obbligato BWV 1014-1019, le tre per viola da gamba e cembalo obbligato BWV 1027-1029 e le due per flauto traverso e cembalo obbligato BWV 1030 e 1032 (cui una volta si aggiungevano le dubbie BWV 1020, 1031 e 1033) di Johann Sebastian Bach.
Una forma atipica e piuttosto rara di sonata in trio è quella per organo solo, in cui le due melodie sono affidate alle mani su due tastiere differenti e il basso al pedale. I più importanti esempi di questo tipo di sonata in trio per un unico strumento sono le sei sonate BWV 525-530 scritte da Johann Sebastian Bach per il figlio Wilhelm Friedemann.

## Esempi in repertorio
- Tomaso Albinoni, 12 sonate da chiesa op. 1 e 6 sonate da camera op . 8.
- Johann Sebastian Bach, sonate in trio BWV 1036-1040 (tipici esempi di musica da camera barocca, le BWV 1036-1038 sono di dubbia attribuzione. La BVW 1039 è la trascrizione della prima sonata per viola da gamba e cembalo obbligato BWV 1027 e sei sonate in trio per organo solo BWV 525-530)
- Carl Philipp Emanuel Bach, 44 sonate in trio. Sonate in trio BWV 1036 e 1038
- Dietrich Buxtehude, sei sonate in trio op. 1 e sette sonate in trio op. 2 (queste sonate in trio - scritte per violino, viola da gamba e basso continuo - furono le sole opere di Buxtehude ad essere pubblicate durante la sua vita.)
- François Couperin, Apothéose de Corelli, Apothéose de Lully
- Arcangelo Corelli, 24 sonate da chiesa op. 1 e op. 3 e 24 sonate da camera op. 2 e op. 4.
- Henry Purcell, 12 sonate in tre parti, 1683, 10 sonate in quattro parti, 1697 (entrambe per due violini e basso continuo)
- Domenico Gallo, 12 sonate in trio per due violini e basso continuo, a lungo attribuite erroneamente a Pergolesi, alcuni movimenti delle quali arrangiati per il balletto Pulcinella di Stravinsky.
- Johann Gottlieb Goldberg, 6 sonate in trio. Sonata in trio BWV 1037.
- George Frideric Handel, sonate in trio op. 2 e op. 5.
- Johann Adolf Hasse, 6 sonate in trio op. 2 (1730) e 6 sonate in trio op. 3 (1739).
- Pietro Antonio Locatelli, sonate in trio per due violini o due flauti traversieri e b.c. op. 5 n° 1-6 (1736).
- Johann Pachelbel, Musikalische Ergötzung, con sei sonate in trio per due violini e basso continuo (la partitura prevede la scordatura)
- Georg Philipp Telemann, compose circa 150 sonate in trio, la maggior parte nello stile di Corelli.
- Antonio Vivaldi, 12 sonate (da camera) in trio op. 1 e 2 sonate in trio op. 5.
- Jan Dismas Zelenka, sei sonate in trio (o quartetto), ZWV 181 (in partitura sono previsti due oboi, fagotto e basso continuo. Le parti dell'oboe e del fagotto richiedono agli esecutori una notevole abilità tecnica)
- Pietro Migali, 12 sonate in trio op. 1.